# Поремба (община Лешница)
Вижте пояснителната страница за други значения на Поремба.
Порѐмба (на полски: Poręba) е село в Южна Полша, Ополско войводство, Стшелецки окръг, Община Лешница. Според Полската статистическа служба към 31 декември 2009 г. селото има 282 жители.

## Местоположение
Разположено е на около 3,5 km северно от общинския център Лешница.